# Potamonautes rukwanzi
Potamonautes rukwanzi is een krabbensoort uit de familie van de Potamonautidae. De wetenschappelijke naam van de soort is voor het eerst geldig gepubliceerd in 2001 door Corace, Cumberlidge & Garms.